# 막스 슈멜링
맥시밀란 아돌프 오토 지그프리드 “막스” 슈멜링 (Maximillian Adolph Otto Siegfried "Max" Schmeling, 1905년 9월 28일 ~ 2005년 2월 2일)은 1930년부터 1932년까지 프로복싱 세계 헤비급 챔피언을 지냈던 전 독일의 권투 선수이다. 특히 1936년과 1938년 미국의 조 루이스와 두 차례에 걸쳐 벌였던 혈전은 그 시대적 배경으로 말미암아 여전히 ‘세기의 대결’로 회자되고 있다. 2003년, 슈멜링은 미국의 복싱 잡지 “The Ring”이 선정한 역대 최고의 복서 100인 중 55위에 이름을 올렸다. 역대 전적은 70전 56승(40 KO승) 10패 4무이다.

## 생애

### 유년기와 데뷔 초창기
슈멜링은 Klein Luckow의 Pomeranian 마을에서 태어났다. 그는 아버지가 보여준 잭 뎀프시와 조지 카펜티어의 헤비급 챔피언 결정전을 다룬 영화를 통해 복싱을 처음 접했다. 그는 아마추어 대회에서 복싱을 시작했고 1924년에 독일의 전국 아마추어 라이트 헤비급에서 타이틀을 타내었다. 얼마 뒤 그는 프로로 전향했다. 그 해에 치른 9경기 중 8경기를 승리하고, 그 중 6경기에서 KO승을 거뒀다. 유일한 패배는 그 해 10월 10일에 베를린에서의 경기에서 막스 딕만에게 당했다. 그는 반격에 적합한 섬세하고 기술적인 스타일을 선호했다. 이러한 스타일로 그는 그의 첫 23경기 중 13경기를 KO승으로, 총 17경기를 이겼다. 1925년에 그는 유럽을 투어 중이었던 여전히 세계 헤비급 챔피언이었던 뎀프시와 한 링에 섰다. 뎀프시는 슈멜링과 두 라운드 동안 경기를 펼쳤고 훗날 슈멜링에 따르면 상당히 인상적이었다고 한다. 그는 1926년 8월 24일에 이전에 슈멜링을 이긴 적이 있었던 라이벌 막스 딕만을 첫 라운드에서 KO시켰다. 그 다음 해에 독일에서 처음으로 생방송으로 방영되는 복싱 시합에서 페르난드 델라지를 제압하고 유럽 선수권 대회에서 우승하였다. 그 해에 하인 돔고르겐에게 두 개의 타이틀을 모두 방어하고, 1928년에 유럽 챔피언 타이틀을 미하일 보나글리아에 KO승으로, 독일 헤비급 챔피언 타이틀을 프란츠 디에너에 판정승으로 지켜냈고, 미국으로 진출했다.
1928년에 처음으로 뉴욕에 온 슈멜링은 미국의 복싱계에서는 거의 알려지지 않았었다. 미국의 복싱계에서는 처음에는 슈멜링이 자신들이 모르는 독일과 유럽 선수들을 상대로 기록을 부풀렸다고 여겼기 때문에, 나중에 슈멜링이 조 제이콥을 이긴 후에도 자신의 능력을 증명할 기회는 잘 주어지지 않았다. 미국에서 슈멜링의 데뷔는 헤비급 챔피언은 아니지만 많은 치열한 대회에 참가했던 젊은 미국인 조 몬테를 메디슨 스퀘어 가든에서 8 라운드에 KO를 시키면서 시작되었다. 다음으로 그보다 높은 명성을 가지고 있었던 조니 리스코와 결투를 벌이게 되었다. 1929년, 2월 1일에 슈멜링은 심판이 대회를 끝내기 전까지 그를 총 네 번을 바닥에 눕혔다. "The Ring" 잡지는 그 승리를 ‘올해의 대결’이라고 칭했다.

### 조 루이스와의 1차전
1936년 슈멜링은 당시 미국에서 무패의 신예로 승승장구하며 센세이션을 불러 일으키던 "갈색 폭격기" 조 루이스와 6월 19일 뉴욕 양키 스타디움에서 결전을 가졌다. 슈멜링으로서는 미국 본토에서 2년만에 치르게 된 경기였던데다 그의 전성기는 이미 지났다는 것이 세간의 평이었기에, 많은 사람들은 그를 루이스의 명성만 드높이는 제물이 될 것이라 예상했다. 그러나 슈멜링은 경기 전에 루이스의 이전 경기들을 꼼꼼하게 분석했고 루이스가 왼손 잽을 던질 때에 왼쪽 어깨가 처진다는 결정적인 약점을 파악했다. 경기가 시작되자 그는 루이스의 왼손 잽을 오른손 훅으로 맞받아치며 적절한 거리를 유지하다가, 4라운드 때 오른손 어퍼컷을 루이스의 복부에 꽂으며 루이스 생애 첫 다운을 뽑아냈다. 루이스가 간신히 일어나기는 했지만, 경험이 부족했던 그는 처음으로 겪은 다운에 당황한 기색이 역력했고 이는 곧 전의 상실로 이어졌다. 나머지 라운드에서도 슈멜링은 루이스의 왼쪽을 집요하게 공략하며 몰아붙였고, 12라운드에 접어들어 슈멜링은 루이스로부터 다운을 한 번 더 뽑아내며 경기를 KO승으로 끝낸다. 이 경기는 그 해 미국의 복싱 잡지 “The Ring”이 선정한 “올해의 대결”에 뽑히기도 했다.

### 조 루이스와의 재대결
막스 슈멜링과의 1차전에서 패한 뒤, 조 루이스는 1937년 챔피언에 오른 후에도 "슈멜링을 꺾을 때까지는 나를 챔피언이라 부르지 말라"며 복수전을 별려 왔다. 재대결은 1938년 6월 22일 뉴욕 양키 스타디움에서 열렸으며, 곧 전 세계의 관심을 불러일으켰다. 당시는 제2차 세계대전을 앞둔 상황이었기 때문에, 두 선수의 대결은 미국과 독일의 대리전 양상을 띠며 세계의 이목을 집중시켰다. 서방 언론매체는 두 사람의 경기를 ‘흑인 대 백인’, ‘자유 대 파시즘’, ‘선(善) 대 악(惡)’의 대결로 묘사했다. 그 당시 조 루이스는 미국에서 자유와 기회의 상징으로 대접받았기 때문이다. 반면, 막스 슈멜링은 히틀러가 독일 민족주의를 내세우며 창조한 독일의 국민적 영웅이었기 때문에, 자유에 대한 위협으로 간주되었다. 프랭클린 루스벨트 미 대통령은 경기 며칠 전 루이스를 백악관으로 초청해 함께 식사하며 “당신의 두 팔에 미국(운명)이 달려 있다”고 말했으며, 독일의 아돌프 히틀러 총통도 슈멜링에게 “미국 검둥이를 때려 눕혀 게르만 민족의 우수성을 만방에 알리라”고 특별 지시한 것으로 전해지고 있다.
슈멜링은 루이스의 펀치를 여러 차례 허용하면서 1회 2분 4초 만에 KO패 했다. 미국 언론은 이러한 결과에 대해 ‘사악한 나치’에 대한 ‘자유의 승리’라고 보도했다. 경기 이후 막스 슈멜링은 조 루이스와 친분을 유지했는데, 실제로 1995년 90회 생일을 맞은 슈멜링은 “아쉬운 게 있느냐”는 질문에 “내 친구 루이스가 먼저(1981년 사망) 세상을 떠난 것이 가장 아쉽다”고 대답했다.

### 은퇴 이후
막스 슈멜링은 1948년 43세의 나이로 은퇴했다. 그 이후, 1950년대에는 그동안 번 돈으로 독일에서는 최초로 코카콜라 컴퍼니의 사장이 되었고, 사업상으로도 크게 성공했다.
1981년 조 루이스가 사망하자, 장례식을 치러주기도 했다.
1987년 그의 아내 안니 온드라(Anny Ondra)가 사망했다. 같은 해 독일 스포츠 담당 기자 등의 투표에 의해 "전 시대를 통틀어 가장 위대한 독일의 운동선수"로 선정되기도 했다. 
1991년 본인의 이름을 따서 막스 슈멜링 재단을 설립했다. 
1992년에는 국제 복싱 명예의 전당에 헌액되었다.
2005년 2월 2일 99세의 일기로 타계하였다. 
2010년에는 그의 일대기를 소재로 한 영화가 제작되기도 했다.